# Турако
Турако, или бананоеды (лат. Tauraco), — род птиц из семейства тураковых (Musophagidae).
Турако населяют преимущественно кроны деревьев в лесистых областях и саваннах Африки и питаются среди прочего молодыми побегами, насекомыми, ягодами и различными плодами.
Это длиннохвостые птицы, достигающие длины от 35 до 45 см. Окраска оперения чаще металлически зелёная и синяя. Маховые перья — тёмно-красные. Голова увенчана прямым хохлом из перьев.
В брачный период птицы демонстрируют себя, поднимая хохол и широко расставляя маховые перья. Самец и самка в пределах своего вида не имеют различий в окраске и размере.
Обе родительские птицы высиживают кладку до 3 недель и затем принимают участие в выкармливании выводка.
Ранее турако были отнесены к отряду кукушкообразных, но в дальнейшем у них было выявлено очень много отличий от его представителей — как в строении и физиологии, так и в поведении, поэтому их решили выделить в самостоятельный отряд.
До 2020 года Tauraco rossae и Tauraco violaceus включали в род гологлазых турако (Musophaga).

## Классификация
В роде турако 14 видов:
- - Tauraco bannermani — Турако Баннермана
  - Tauraco corythaix (Wagler, 1827) — Шлемоносный турако
  - Tauraco erythrolophus — Краснохохлый турако
  - Tauraco fischeri — Турако Фишера
  - Tauraco hartlaubi — Синехохлый турако
  - Tauraco leucolophus — Белохохлый турако
  - Tauraco livingstonii — Длиннохохлый турако
  - Tauraco macrorhynchus — Синеспинный турако
  - Tauraco persa — Гвинейский турако
  - Tauraco rossae — Центральноафриканский гологлазый турако
  - Tauraco schalowi
  - Tauraco schuettii — Черноклювый турако
  - Tauraco violaceus — Фиолетовый гологлазый турако